# Bianka Buša
Bianka Buša (25. července 1994, Vrbas) je srbská volejbalistka, která hraje na pozici smečařky. Hraje za srbskou reprezentaci, s níž se stala mistryní světa i Evropy. V současnosti působí v ruském klubu Lokomotiv Kaliningrad.

## Týmové úspěchy
Mistrovství Srbska:
- 2014, 2015
- 2012, 2013

Srbský superpohár:
- 2013, 2014

Srbský pohár:
- 2015

Rumunský pohár:
- 2016

Rumunské mistrovství:
- 2020
- 2016

Polské mistrovství:
- 2018

Polský pohár:
- 2019

Turecké mistrovství:
- 2021

## Úspěchy v srbskou reprezentaci
Mistrovství Evropy kadetů:
- 2011

Juniorské mistrovství Evropy:
- 2012

Světový pohár:
- 2015

Mistrovství Evropy:
- 2017, 2019
- 2015

Olympijské hry:
- 2016
- 2020[2]

Světová Grand Prix:
- 2017

Mistrovství světa:
- 2018

## Individuální ocenění
- 2019: Nejlepší smečařka Polského poháru